# Saison 2014-2015 du RCD Espanyol
Maillots
Chronologie
Saison précédente Saison suivante
La saison 2014-2015 du RCD Espanyol est la 113e de l'histoire du club et la 80e du club en championnat d'Espagne. Il est également en lice pour la Coupe du Roi.

## Saison
Le 27 mai 2014, Sergio González est nommé nouvel entraîneur de l'Espanyol, remplaçant le Mexicain Javier Aguirre.

## Transferts

### Arrivées
| Numéro | Poste     | Joueur         | En provenance de | Montant | Date            | Source |
| ------ | --------- | -------------- | ---------------- | ------- | --------------- | ------ |
| 20     | Attaquant | Felipe Caicedo | Al-Jazira        |         | 15 juillet 2014 | [ 4 ]  |
| 24     | Milieu    | Paco Montañés  | Real Saragosse   |         | 28 juillet 2014 | [ 5 ]  |

### Prêt
| Numéro | Poste  | Joueur        | Destination   | Début        | Fin           | Source |
| ------ | ------ | ------------- | ------------- | ------------ | ------------- | ------ |
| 17     | Milieu | Lucas Vázquez | Real Madrid B | 19 août 2014 | Fin de saison | [ 6 ]  |

### Départ
En mai 2015, Diego Colotto quitte le club catalan vers le Mexique et Estudiantes Tecos.

## Statistiques

### Classement en championnat

#### Classement
Le classement est établi sur le barème de points classique (victoire à 3 points, match nul à 1, défaite à 0).
Pour départager les égalités, on tient d'abord compte des points en confrontations directes, puis de la différence de buts en confrontations directes, puis de la différence de buts générale, puis du nombre de buts marqués et enfin du nombre de point de Fair-Play.
| Rang | Équipe                 | Pts | J  | G  | N  | P  | Bp  | Bc | Diff |
| ---- | ---------------------- | --- | -- | -- | -- | -- | --- | -- | ---- |
| 1    | FC Barcelone           | 93  | 37 | 30 | 3  | 4  | 108 | 19 | +89  |
| 2    | Real Madrid SU MC      | 89  | 37 | 29 | 2  | 6  | 111 | 35 | +76  |
| 3    | Atlético de Madrid T S | 77  | 37 | 23 | 8  | 6  | 65  | 27 | +38  |
| 4    | Valence CF             | 74  | 37 | 21 | 11 | 5  | 67  | 30 | +37  |
| 5    | Séville FC             | 73  | 37 | 22 | 7  | 8  | 68  | 43 | +25  |
| 6    | Villarreal CF          | 60  | 37 | 16 | 12 | 9  | 48  | 33 | +15  |
| 7    | Athletic Bilbao        | 52  | 37 | 14 | 10 | 13 | 38  | 41 | -3   |
| 8    | Málaga CF              | 50  | 37 | 14 | 8  | 15 | 40  | 45 | -5   |
| 9    | Espanyol de Barcelone  | 49  | 37 | 13 | 10 | 14 | 45  | 48 | -3   |
| 10   | Rayo Vallecano         | 49  | 37 | 15 | 4  | 18 | 44  | 64 | -20  |
| 11   | Celta de Vigo          | 48  | 37 | 12 | 12 | 13 | 44  | 42 | +2   |
| 12   | Real Sociedad          | 43  | 37 | 10 | 13 | 14 | 40  | 49 | -9   |
| 13   | Elche CF               | 40  | 37 | 11 | 7  | 19 | 35  | 62 | -27  |
| 14   | Getafe CF              | 37  | 37 | 10 | 7  | 20 | 30  | 57 | -27  |
| 15   | Levante UD             | 36  | 37 | 9  | 9  | 19 | 34  | 67 | -33  |
| 16   | Deportivo La Corogne P | 34  | 37 | 6  | 14 | 17 | 33  | 58 | -25  |
| 17   | Grenade CF             | 34  | 37 | 7  | 13 | 17 | 29  | 64 | -35  |
| 18   | SD Eibar P             | 32  | 37 | 8  | 8  | 21 | 31  | 55 | -24  |
| 19   | UD Almería             | 32  | 37 | 8  | 8  | 21 | 33  | 61 | -28  |
| 20   | Córdoba CF P           | 20  | 37 | 3  | 11 | 23 | 22  | 65 | -43  |

Qualifications européennes
Ligue des champions 2015-2016
- 1er 2e et 3e : phase de groupes
- 4e : tour de barrages pour non-champions

Ligue Europa 2015-2016
- C  : phase de groupes
- 5e : tour de barrages
- 6e : 3e tour de qualification

Relégation
- 18e 19e et 20e : relégation en Liga Adelante

Abréviations
- T : Tenant du titre
- C : Vainqueur de la Coupe du Roi 2014-2015
- S : Vainqueur de la Supercoupe d'Espagne 2014
- SU : Vainqueur de la Supercoupe de l'UEFA 2014
- MC : Vainqueur du Mondial des clubs 2014
- P : Promus de Liga Adelante 2013-2014